# يوزيف بالوف
يوزيف بالوف (بالمجرية: Balogh József)‏ هو موسيقي مجري، ولد في 24 نوفمبر 1956 في بيتش في المجر.

## روابط خارجية
- يوزيف بالوف على موقع IMDb (الإنجليزية)
- يوزيف بالوف على موقع ميوزك برينز (الإنجليزية)
- يوزيف بالوف على موقع أول ميوزيك (الإنجليزية)
- يوزيف بالوف على موقع ديسكوغز (الإنجليزية)